# Pere Farreras i Sampera
Pere Farreras i Sampera   (el Masnou, 11 d'agost de 1876 - Barcelona, 5 de juny de 1955) fou un veterinari i metge militar català.

## Biografia
Fill del manescal Francesc Farreras i Mont-ras i d'Anna Sampera i Sampera. Es casà amb Elvira Valentí i Camp, germana del sociòleg Santiago Valentí i Camp. Va ser pare del també metge Pere Farreras i Valentí, de l'escriptora Elvira Farreras i Valentí i del promotor cultural Francesc Farreras i Valentí.
Estudià simultàniament veterinària i medicina a Saragossa i ingressà en acabar-les al Cos de Sanitat Militar el 1900. Juntament amb el seu germastre Josep Farreras i Sampera, també veterinari, fundà l'any 1906 la Revista Pasteur, després anomenada Revista Veterinaria de España.
Traduí i publicà les obres veterinàries estrangeres més importants a la Biblioteca Veterinaria d'España (fundada el 1912) De 1928 a 1930 fou president del Col·legi de Veterinaris de Barcelona, el 1929 fou ponent i integrant del comitè organitzador del primer congrés veterinari espanyol. Va ser acadèmic corresponsal de la Reial Acadèmia de Medicina i Cirurgia de Barcelona. Fou autor de nombrosos treballs científics de veterinària.